# 佐藤得二
佐藤 得二 （さとう とくじ、1899年1月30日 - 1970年2月5日）は、日本の仏教学者、作家。哲学研究者として朝鮮の水原高等農林学校（現・ソウル大学校農業生命科学大学）、京城帝国大学予科教授、第一高等学校教授を歴任。『仏教の日本的展開』は名著として知られる。その後、文部省督学官、社会教育局長、国際文化会館参与などを務めた。

## 経歴
岩手県胆沢郡金ケ崎村(現金ケ崎町)出身。盛岡中学校、第一高等学校を経て東京帝国大学文学部哲学科卒。
戦後は結核に罹患し、貧困にも苦しむが再起し、1963年には親戚の女性の話をもとにした初の小説『女のいくさ』を刊行、直木賞を受賞。当時64歳という最高齢での受賞であり、「老人の新人」出現として話題をよんだ（のち、記録は古川薫の65歳での受賞に破られる）。また『女のいくさ』は直木賞作品で初めてベストセラートップ10となった。これは髪結いとして成功しながらも、売れない台本作者と結婚し、その夫に裏切られてしまう女性の、明治初期から現代までの歴史を描いた作品。しかし作家としては翌年二つの短編を発表したに終わった。鈴木彦次郎は同郷同学の友人、また川端康成は高等学校時代の同級生で「女のいくさ」刊行時に推薦文を寄せている。
1970年2月5日、胃癌のため東京医科大学病院にて死去。71歳。

## 著書
- 『日本的教養の根拠 日本地人論』刀江書院、1936
- 『仏教の日本的展開』岩波書店、1936
- 『道元と現代学生』矢の倉書店、1940
- 『国民的教養の出発 日本地人論』那珂書店、1942 （1936年の『日本的教養の根拠』の改題新装版）
- 『日本の学校』（英語）大東亜出版、1944
- 『女のいくさ』二見書房、1963年

## 伝記
- 佐藤秀昭『教学の山河 佐藤得二の生涯』金ケ崎町、1999